# むつ市立第三田名部小学校
むつ市立第三田名部学校（むつしりつ だいさんたなぶしょうがっこう）は、青森県むつ市大字田名部にある公立小学校。むつ市立田名部中学校と施設分離型（4・3・2制）小中一貫教育を行っている。

## 沿革
- 1926年（大正15年）1月16日[2] - 田名部小学校大曲分校、大曲（赤川）に設置。ただし、この当時は季節分教場だった。
- 1936年（昭和11年）4月1日 - 通年制分教場となる。
- 1941年（昭和16年）4月1日 - 国民学校令により、田名部国民学校大曲分教場と改称[3]。
- 1947年（昭和22年）4月1日 - 学制改革により、田名部町立第二田名部小学校大曲分校と改称。
- 1949年（昭和24年）11月3日 - 昇格独立し、田名部町立第三田名部小学校創立[2]。同日、新校舎落成。
- 1959年（昭和34年）9月1日 - 田名部町と大湊町が合併した大湊田名部市発足により、大湊田名部市立第三田名部小学校と改称。
- 1960年（昭和35年）8月1日 - 市名変更により、むつ市立第三田名部小学校と改称。
- 1968年（昭和43年）3月20日 - 校舎改築落成。
- 2010年（平成22年）12月 - 耐震改修完了[4]。
- 2012年（平成24年）10月13日 - 新校舎落成[4]。

## 学区
- 南町、赤川町、松原町、南赤川町、金曲二丁目・三丁目、大曲一・二・三丁目[5]

## 周辺
- 社会福祉法人希望の友福祉会認定こども園希望の友保育園 - 進学前保育園のひとつ
- 国道279号

## アクセス
- 鉄道
  - JR東日本大湊線赤川駅から、徒歩約1.2km・約18分 。
- バス
  - 下北交通
    - 「赤川一丁目」停留所から、徒歩約290m・約5分。
    - 「第三田名部小学校前」停留所から、徒歩約300m・約5分。

## 参考資料
- 『青森県教育史 別巻』（青森県教育委員会・1973年12月20日発行）747頁「学校沿革 小学校 第三田名部小学校」